# Entre tinieblas
Entre tinieblas (bra: Maus Hábitos; prt: Negros Hábitos) é um filme espanhol de 1983, do gênero comédia dramática, escrito e dirigido por Pedro Almodóvar. O filme trata do mundo da religião e sua relação com a realidade rapidamente cambiante da Espanha dos anos 1980.

## Elenco
- Cristina Sánchez Pascual - Yolanda
- Julieta Serrano - Madre Superiora
- Chus Lampreave - Sor Rato de Rua
- Marisa Paredes - Sor Estrume
- Carmen Maura - Sor Perdida
- Lina Canalejas - Sor Víbora
- Mary Carrillo - Marquesa
- Cecilia Roth - Merche
- Berta Riaza - Nova Madre geral
- Manuel Zarzo - Cura
- Eva Siva - irmã de Sor Rato de Rua

## Sinopse
Yolanda Bell, uma jovem cantora de bolero, leva uma vida cheia de drogas, exageros e ambiguidades, até que assiste a seu namorado morrer de overdose de heroína misturada com estricnina. Apavorada, ela busca refúgio no convento das "redentoras humilhadas", que se dedica a salvar jovens moças da "perdição". Ultimamente porém, a comunidade atravessa uma crise: poucas garotas desejam ser salvas. A crise é agravada pela agonia da madre superiora e pela negativa da mãe milionária (Mary Carrillo) de uma antiga monja em financiar antes de sua morte, com a renda de seu marido, o convento. 
Yolanda descobre, atônita, os vícios e paixões das excêntricas monjas. A madre superiora (Julieta Serrano) é uma fervorosa admiradora de Yolanda. As monjas possuem nomes estranhos, como: Rato de Rua (Chus Lampreave); Perdida (Carmen Maura); Esterco (Marisa Paredes); e Víbora (Lina Canalejas). Segundo a madre superiora, para que elas se deem conta de que o homem, o ser mais desprezível da criação, jamais se salvará. Porém o mais estranho é a indulgência que as monjas apresentam na penitência e na vida em clausura.
Aparentemente, o tédio, a curiosidade pelo mundo exterior e os problemas econômicos da congregação, repleta de ex-prostitutas e assassinas, fazem com que cada redimida busque sua própria válvula de escape. A madre superiora é viciada em heroína, irmã Esterco se automutila e tem alucinações com LSD, irmã Perdida brinca com um tigre que havia sido trazido ao convento, irmã Rato de Rua escreve livros sensacionalistas com o pseudônimo de Concha Torres, que são editados por sua irmã (Eva Siva). Irmã Víbora pratica a costura e desenha vários modelos (alguns deles, vanguardistas) para os ícones religiosos do convento.
Yolanda, ao entrar no convento, fica alojada no quarto de Virgínia, uma antiga redimida filha de um rico marquês, a qual havia partido para a África para trabalhar em missões mas que foi comida por canibais. Yolanda tenta fugir do mundo das drogas, e a madre superiora também tenta fazer isso. Mas Yolanda é bem-sucedida nesse intento, e a madre superiora não.
Um dia, chega uma carta da África informando sobre um filho de Virgínia. A madre superiora tenta chantagear a marquesa para conseguir financiamento para o convento, mas fracassa. A madre superiora decide, então, financiar o convento através do tráfico de drogas. 
Para mostrar que o moral do convento continua alto, decide-se realizar uma festa em honra ao santo de devoção da moribunda madre superiora. São convidadas a nova madre geral e a marquesa. A marquesa se encontra com Yolanda e lhe conta a história da filha. Yolanda rouba a carta na sala da madre superiora e pede, à irmã Rato, que a entregue à marquesa. Depois de cantar na festa, Yolanda vai com irmã Rato à casa da marquesa, que se mostra agradecida pela carta. A superiora, ao entrar em seu quarto e perceber a fuga de Yolanda, dá um grito de dor. A cena final mostra a madre superiora sendo consolada por irmã Esterco.

## Contexto
Quando o filme foi realizado, o país se encontrava em um período muito contraditório tanto econômica quanto culturalmente. O país acabava de sair do franquismo, um regime que se caracterizava, entre outras coisas, pelo catolicismo extremo. Esse catolicismo se refletiu no cinema, em filmes como Marcelino, pan y vino, que foram apoiados por Franco. Era uma época em que o poderio da igreja Católica jamais era questionado.
No filme, Almodóvar rompeu com esse pensamento, mostrando a corrupção moral que podia haver no seio da igreja. Por exemplo, a madre superiora mescla o divino com o humano, pois sua devoção se mistura às drogas.

## Produção
Depois de fazer Laberinto de pasiones, Almodóvar foi procurado por Hervé Hachuel, um multimilionário que queria criar uma companhia cinematográfica que fizesse filmes estrelados por sua então namorada, Cristina Sánchez Pascual. Hervé criou, então, a companhia Tesauro, e pediu, a Almodóvar, que realizasse um filme protagonizado por Cristina. A ideia inspirou o estilo do filme. Almodóvar explica:

Criei a história de uma garota que enlouquece tanto homens como mulheres, uma garota que canta, bebe, se droga, eventualmente passa por períodos de abstinência, e passa por experiências que nem uma pessoa com cem anos de idade teria passado... Enquanto escrevia, eu pensava nos trabalhos de Marlene Dietrich com Josef von Sternberg, especialmente Blonde Venus (1932), onde ela interpreta uma dona de casa que se transforma em cantora, espiã e prostituta, e viaja pelo mundo vivendo uma vida de aventuras sem fim.
Esse era o filme que Almodóvar pretendia realizar, mas Cristina tinha limitados dons de interpretação. Isso fez com que o diretor reescrevesse o filme, dando mais destaque às freiras do convento onde a protagonista se esconde.

## Recepção
O filme foi produzido pela Tesauro e estreou em 1983. Foi rejeitado pelo Festival de Cannes devido a seu tratamento aparentemente sacrílego da religião. Estreou no Festival Internacional de Cinema de Veneza em 9 de setembro, mas não participou da mostra oficial, pois alguns membros do comitê organizador o consideraram anticatólico e blasfemo.
Os críticos italianos se dividiram em suas opiniões. O crítico do jornal veneziano Il Gazzetino descreveu o filme como escandaloso, mas seu colega do jornal Corriere Della Sera viu Almodóvar como o verdadeiro herdeiro do aclamado diretor italiano Pier Paolo Pasolini, e aplaudiu seu ataque ao cristianismo. Quando o filme estreou em Madri, um mês depois, os críticos espanhóis reagiram de modo similar. O filme foi um sucesso modesto, e sedimentou a fama de Almodóvar como o enfant terrible do cinema espanhol.

## Análise
Comparando o filme com seus dois primeiros filmes, Almodóvar sugeriu que houve uma mudança de tom: as emoções são expressas mais claramente, e os personagens são dominados por elas. É um filme mais sério e profundo: mas o diretor negou que ele é antirreligioso. As freiras se afastaram de Deus, e agora direcionam suas energias para as pessoas que vivem na miséria - mulheres caídas e coisas do gênero. Isso, segundo o diretor, é a verdadeira religião: ser capaz de amar o pecador e, de fato, se tornar igual a ele, pois só assim compreenderá a real natureza do pecado. A mensagem do filme é a de que homens e mulheres precisam ser amados e aceitos com todas as suas imperfeições - uma visão que liga Almodóvar a Luis Buñuel, particularmente ao filme Viridiana, no qual a monja homônima descobre que, apesar de seu idealismo, não pode mudar a natureza humana.
O filme tem muitas influências cinematográficas. A Espanha Franquista, grande apoiadora da Igreja Católica, havia promovido filmes sentimentais, como "A irmã São Sulpício" e "Marcelino, pão e vinho", nos quais sacerdotes de bom coração e personagens do gênero aparecem com destaque. Junto com musicais e comédias leves nos quais aparecem monjas, eles faziam parte de uma campanha para que o cinema da Espanha parecesse bom e novo. O filme também foi influenciado pelos melodramas de Douglas Sirk. As qualidades românticas e sentimentais do filme são evidentes: o filme também deve algo aos filmes de terror das décadas de 1960 e 1970 da companhia Hammer Film Productions, embora Almodóvar tenha declarado ter sido menos influenciado pelo assunto desses filmes do que por suas cores dramáticas e pela sua inquietante atmosfera barroca. Ele também assinalou que, para ele, o melodrama é uma forma na qual amor e paixão são as forças motrizes que obrigam os indivíduos a fazer as coisas mais extraordinárias, sejam elas terríveis ou maravilhosas.
A música, como nos principais filmes de Almodóvar, também exerce um papel importante. O bolero, apontado pelo diretor como expressivo de grandes emoções, é usado nos momentos chave para reforçar os sentimentos superiores da mãe em relação a Yolanda e os sentimentos superiores desta em relação à mãe. Elas cantam, juntas, o clássico de Lucho Gatica Encadenados.
Reminiscente do filme de Robert Bresson "Os anjos do pecado", a idiossincrática fusão de Almodóvar de imagens altamente formais e frequentemente surreais (cores primárias saturadas, interiores kitsch, mudos e com luz difusa) e comédia melodramática serve como um instrumento para explorar crises de fé, hipocrisia inata e invasão do secularismo na religião institucional: a reunião irônica entre as bem-sucedidas prostitutas e as despossuídas monjas vendendo itens estranhos (tortas, flores e pimentas) no mercado; a balada sentimental de amor não correspondido e perda que expressa a crise espiritual da madre superiora; a impressão facial de Yolanda num lenço que serve como um substituto para o sudário de Turim. Em meio às tentativas bizarras e mal orientadas do mosteiro para reconexão espiritual através do escapismo, distração e ilusão, o filme reflete a incongruência inerente e a corrupção de procurar a redenção e o propósito existencial num mundo crescentemente hedonista, caótico e amoral.

## Versão teatral
Em 1992, Fermín Cabal realizou uma versão teatral do filme. Assim como no filme, a versão teatral mostra um convento onde, mais do que rezas e recolhimento, há sexo, drogas, amor, filhos naturais, mistérios e assassinatos. As monjas são interpretadas por Gloria Muñoz, Beatriz Carvajal, Julia Martínez, Rossy de Palma, Pilar Ruiz, Flavia Zarzo, Carmen Losa e Amelia del Valle. 

## Influências posteriores
Nove anos após a estreia do filme, Hollywood iria realizar um filme com uma história bem semelhante: Sister Act.